# Paul Panske
Paul Peter Panske, polnisch Paweł Piotr Panske (*  28. Juni 1863 in Granau, Kreis Konitz; † 10. Februar 1936 in Pelplin) war ein preußischer römisch-katholischer Geistlicher in der Diözese Kulm.

## Leben
Panske entstammte einem alten deutschen Bauerngeschlecht der Koschneiderei und war ein Sohn des Bauern Ignaz Matthäus (Ignacy Mateusz) Panske und der Kat(h)arina Panske, geb. Musolf. 
Er besuchte das Gymnasium in Konitz und studierte ab 1881 in Würzburg, Breslau und schließlich Leipzig Theologie und Philosophie. Nach dem philologischen Staatsexamen beschloss Panske seine Ausbildung mit der Promotion zum Doktor der Philosophie. 
Panske erhielt 1891 die Priesterweihe und war dann zunächst für zwei Jahre Vikar in Neuenburg und Hochstüblau. Ab 1893 war er Lehrer am Collegium Marianum in Pelplin. Von 1902 bis 1914 war er Pfarrer in Bütow, wobei er während dieser Zeit mehrmals für weitere Studien in Leipzig beurlaubt wurde. 1914 wurde als Professor für Kirchengeschichte ans Priesterseminar in Pelplin berufen und wurde 1921 Geistlicher Rat sowie 1923 Domkapitular, bevor er 1927 seine Professur niederlegte. Mit seiner Emeritierung übernahm Panske die neu geschaffene Stelle des Diözesenarchivars.

## Werke
Man sagte Panske nach, er sei mehr Forscher denn Lehrer gewesen. Während er sich anfangs der klassischen Geschichte widmete, richtete sich sein Fokus späterhin mehr und mehr auf die Heimatforschung. Seine dahingehenden Arbeiten wurden als sehr zuverlässig geschätzt. Viele kleinere Aufsätze steuerte er in den Mitteilungen des Copernikusvereins oder der Deutschen wissenschaftlichen Zeitung für Polen bei.
- Zur Familienkunde der sogenannten Koschneiderei. 1. Die Schulzen- und Lehnmannsfamilie Stolpman (Stoltmann) zu Deutsch-Zekzin. In: Mitteilungen des Coppernicus-Vereins fuer Wissenschaft und Kunst zu Thorn, Heft 18 (1910), S. 43–57; Heft 19 (1911), S. 64–75
- Urkunden der Komturei Tuchel : Handfesten und Zinsbuch, Saunier, Danzig 1911
- Documenta quae extant de cultu religionis catholicae in districtibus buetoviensi et leoburgensi saeculo XVII restituto, Bruszczyński, Thorn 1912
- Handfesten der Komturei Schlochau. Nebst einigen verwandten Urkunden für den Druck, Kafemann Verlag, Danzig 1921 (= Quellen und Darstellungen zur Geschichte Westpreußens, Heft 10)
- Chojnice i Człuchowo w czasach tak zwanej reformacji i przeciwreformacji, Chojnice 1925 (Digitalisat in der Kujawsko-Pomorska Digitalen Bibliothek)
- Familien der Koschnaewjer Dörfer im 18. Jahrhundert, Posen 1930. In: Lattermann, Alfred [hrsg.]: Sonderabdruck aus Heft 20 der Deutschen Wissenschaftlichen Zeitschrift für Polen
- Urkundenstudien zur Geschichte der Komturei Schlochau und Tuchel. In: Altpreußische Forschungen 1934, Seite 1 ff. (Reprint Hamburg 1989 als Sonderschrift Nr. 65/6 des Vereins für Familienforschung in Ost- und Westpreußen e. V.)
- Documenta capitaneatus Slochoviensis (1471-1770), Thorn 1935
- Personennachweis für die Koschnaewjerdörfer von 1651-1702 (Schriftenreihe deutsche Sippenforschung in Polen/N.F.; Heft 3). Historische Gesellschaft, Posen 1938 (Digitalisat in der Kujawsko-Pomorska Digitalen Bibliothek, Digitalisat der Universitäts- und Landesbibliothek Düsseldorf)